# Rockchip RK3188

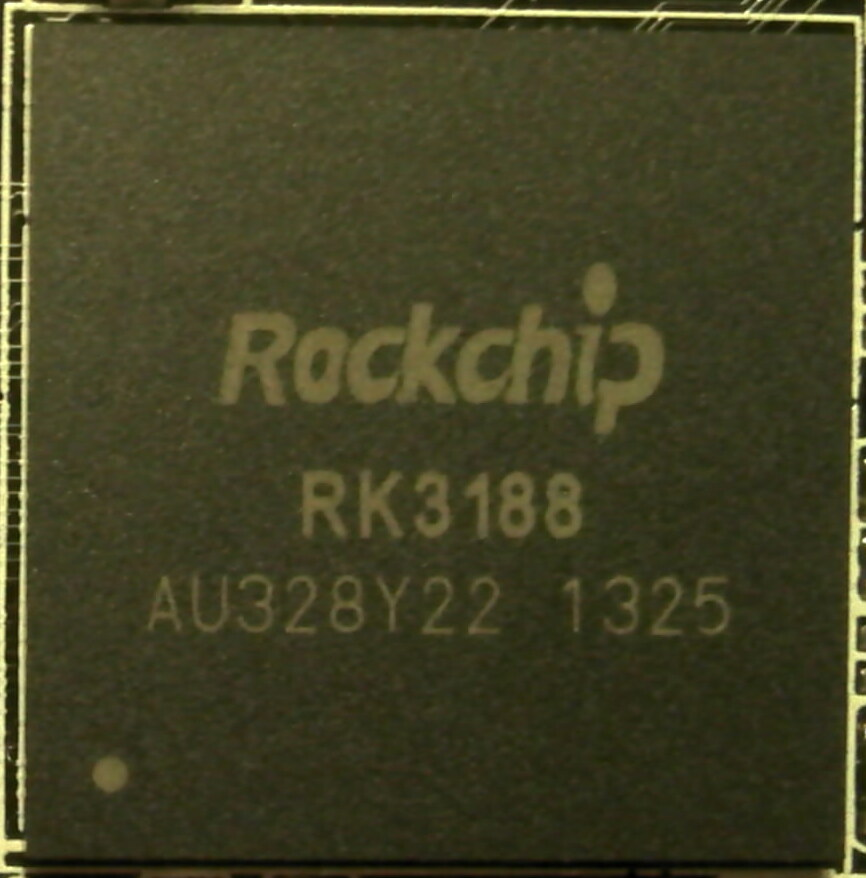
Rockchip RK3188

Le Rockchip RK3188 est un SoC d'architecture ARM produit par la société Fuzhou Rockchip et sorti en 2012.

## Spécifications
Il est composé de :
- Quatre microprocesseurs ARM Cortex-A9 jusqu'à 1,6 GHz
- Processeur graphique Mali-400 MP4 (quatre cœurs à 600 MHz), supportant OpenGL ES 1.1 et 2.0, OpenVG 1.1
- Processeur géométrique 2D
- Processeur de signal numérique supportant le décodage des codecs VP9 et H.265 en 1080P et l'encodage des codecs H.264 et VP8 en 1080p.
- Support de mémoire flash NAND MLC NAND et eMMC.
- Contrôleur de mémoire supportant les formats DDR3, DDR3L et LPDDR2.

## Utilisations

### Système d'exploitation
- Google Android est souvent distribué avec les tablettes tactiles, set-top box et PC-on-a-stick comportant ce SoC.
- Plusieurs distributions de Gnu/Linux fonctionnent également, avec notamment la distribution Picobuntu (adaptation de Lubuntu aux SoC ARMv7 de Rockchip) fonctionne sur cette plate-forme.
- Des efforts sont faits pour y faire également fonctionner FreeBSD[2]

### Implémentations matérielles
Il équipe par exemple le PC-on-a-stick Tronsmart MK908 ou la Set-top Box Kaiboer F4. On peut faire fonctionner Android ou Ubuntu sur ce type de Soc.
Lenovo a également sorti le smartbook nommé Ideapad A10, équipé de ce SoC.
Tom Cubie, créateur de Cubietech et de la Cubieboard sort en septembre 2013, la carte mère Radxa Rock, basé sur le RK3188.